# Llay-Llay
Llay-Llay est une ville et une commune du Chili faisant partie de la province de San Felipe, elle-même rattachée à la région de Valparaiso. En 2012, sa population s'élevait à 24 826 habitants. La superficie de la commune est de 122 km2 (densité de 349 hab./km2).
Llay-Llay est située dans région centrale du Chili à 85 km de la capitale Santiago à laquelle elle est reliée par l'axe principal nord-sud, la route panaméricaine, et à 92 km de la ville de Valparaiso. La commune est traversée par la route CH-60 axe principal reliant la région centrale du Chili à l'Argentine. Le territoire de Llay-Llay se trouve sur la rive sud du rio Anacongua et est encadré par des collines dont la hauteur s'échelonne entre 100 et 1 600 mètres. Le climat est tempéré chaud avec quelques jours de gelée en hiver et une pluviométrie annuelle de 364,5 mm par an.

Position de Llay-Llay (en rouge) au sein de la Région de Valparaiso.